# Varena
Varena és un municipi italià, dins de la província de Trento. L'any 2007 tenia 824 habitants. Limita amb els municipis d'Aldein (BZ), Cavalese, Daiano, Deutschnofen (BZ) i Tesero.

## Administració
| Període | Identitat        | Partit        |
| ------- | ---------------- | ------------- |
| 2004-   | Paride Gianmoena | Llista cívica |